# Philereme fuscata
Philereme fuscata là một loài bướm đêm trong họ Geometridae.